# Éric Maurel
Éric Maurel (ur. 1959) – francuski judoka. Zajął piąte miejsce na mistrzostwach świata w 1981. Brązowy medalista mistrzostw Europy w 1981. Mistrz Francji w 1981 roku.